# 韩山镇
韩山镇，是中华人民共和国江苏省宿迁市沭阳县下辖的一个乡镇级行政单位。
2021年3月2日，撤销韩山镇、官墩乡，设立新的韩山镇。以原韩山镇、官墩乡的行政区域为新的韩山镇行政区域。

## 行政区划
韩山镇下辖以下地区：
韩山社区、韩西社区、范圩村、大吕庄村、刘徐村、沂兴村、宋庄村、顺河集村、赵口村、石平村、桔园村和尚庄村。